# وست بلاکتن (آلاباما)
وست بلاکتن (به انگلیسی: West Blocton) شهرکی در شهرستان بیب ایالت آلاباما است که مساحت آن ۱۱٫۸۹ کیلومترمربع است و در سرشماری سال ۲۰۱۰ میلادی، ۱٬۲۴۰ نفر جمعیت داشته و تراکم جمعیتی آن، ۱۰۴٫۲۹ نفر در کیلومترمربع بوده است.